# Bud Day
George Everett "Bud" Day (24 de febrero de 1925 - 27 de julio de 2013) fue un coronel y piloto de la Fuerza Aérea de los Estados Unidos que sirvió durante la Segunda Guerra Mundial, la guerra de Corea, y la guerra de Vietnam, incluyendo un periodo como prisionero de guerra de cinco años y siete meses en Vietnam del Norte. Day fue galardonado con la Medalla de Honor y la Cruz de la Fuerza Aérea. Desde 2013, fue la única persona que recibió dos medallas a la vez.
Las acciones de Day del 26 de agosto de 1967 al 14 de marzo de 1973, fueron las que le hicieron merecedor de la medalla de honor antes de la finalización de la participación estadounidense en la guerra el 30 de abril de 1975, aunque algunos homenajeados (por ejemplo, Leslie H. Sabo, Jr., honrado el 16 de mayo de 2012) fueron citados por sus medallas después del reconocimiento a Day del 4 de marzo de 1976.

## Primeros años y educación
Day nació en Sioux City, Iowa, el 24 de febrero de 1925. En 1942, abandonó la Central High School y se alistó en la Marina de los Estados Unidos (USMC).